# Siphonandrium
Siphonandrium là một chi thực vật có hoa trong họ Thiến thảo (Rubiaceae).

## Loài
Chi Siphonandrium gồm các loài: